# جهان‌آباد (فامنین)
جهان‌آباد روستایی در دهستان خرم‌دشت بخش مرکزی شهرستان فامنین استان همدان ایران است.

## جمعیت
بر پایه سرشماری عمومی نفوس و مسکن در سال ۱۳۹۵ جمعیت این روستا ۱٬۰۸۵ نفر (۳۴۹خانوار) بوده‌است.